# Валледольмо
Валледольмо (італ. Valledolmo, сиц. Vaddilurmu) — муніципалітет в Італії, у регіоні Сицилія,  метрополійне місто Палермо.
Валледольмо розташоване на відстані близько 480 км на південь від Рима, 60 км на південний схід від Палермо.
Населення — 3632 особи (2014).

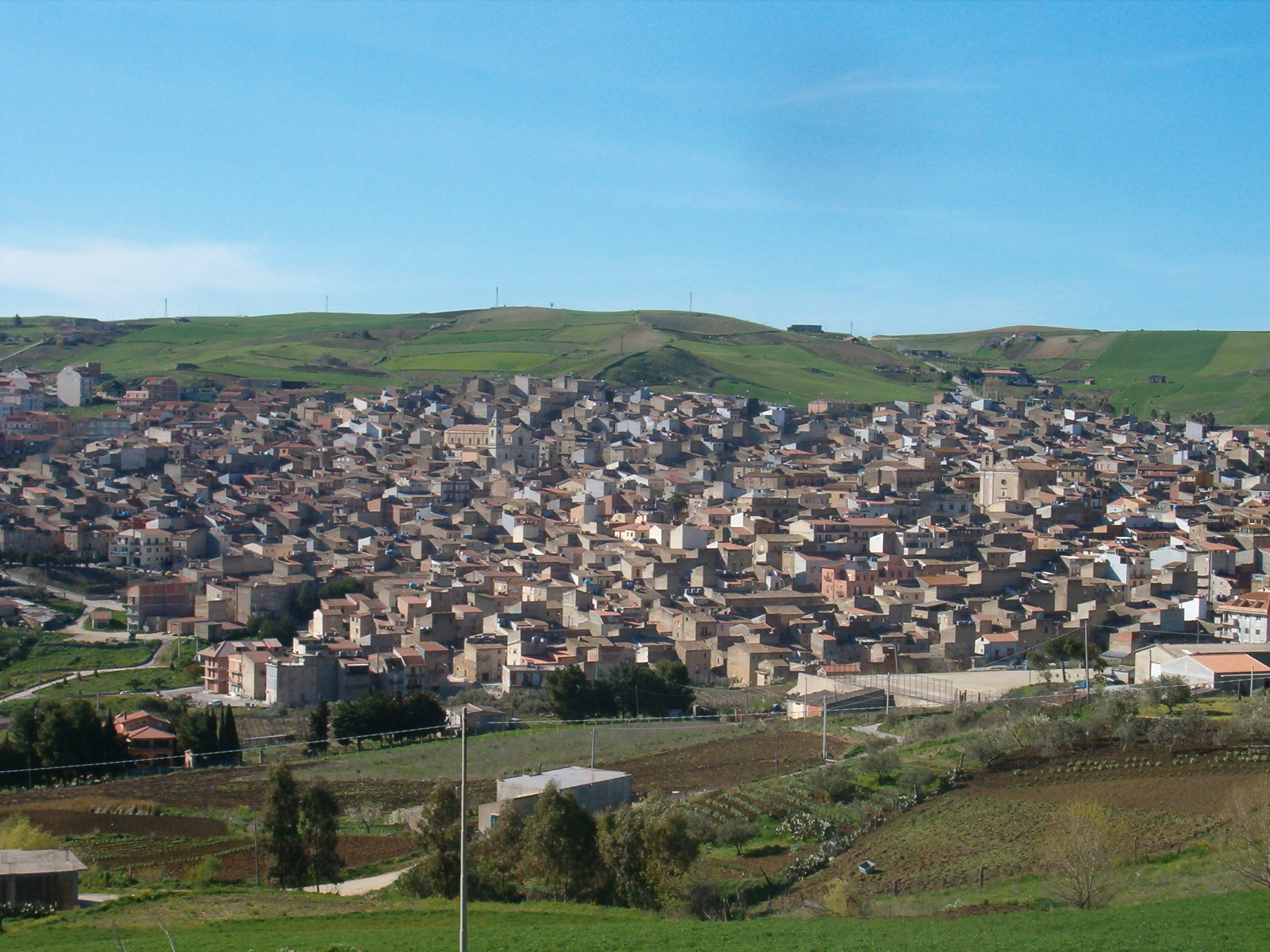

Щорічний фестиваль відбувається 18 серпня. Покровитель — Sant'Antonio di Padova.

## Демографія
Населення за роками:

Станом на 1 січня 2023 року в муніципалітеті офіційно проживало 16 іноземців з 9 країн, серед них 9 громадян країн Євросоюзу.

## Сусідні муніципалітети
- Алія
- Склафані-Баньї
- Кастроново-ді-Січилія
- Валлелунга-Пратамено